# Baltimore Ravens 2003
La stagione 2003 dei Baltimore Ravens è stata la 8ª della franchigia nella National Football League. La squadra vinse il primo titolo di division della sua storia con un record di 10-6. Nella settimana 2 contro i Cleveland Browns, Jamal Lewis stabilì l'allora record NFL correndo 295 yard. Nella settimana 12 contro i Seattle Seahawks, la squadra rimontò da uno svantaggio di 41-24 andando a vincere 44-41.

## Calendario

### Stagione regolare
| Turno | Data               | Avversario             | Risultato          | Record             | TV                 | Pubblico           |
| ----- | ------------------ | ---------------------- | ------------------ | ------------------ | ------------------ | ------------------ |
| 1     | 7/9/2003           | at Pittsburgh Steelers | S 34–15            | 0–1–0              | CBS 1:00pm         | 63,157             |
| 2     | 14/9/2003          | Cleveland Browns       | V 33–13            | 1–1–0              | CBS 1:00pm         | 69,473             |
| 3     | 21/9/2003          | at San Diego Chargers  | V 24–10            | 2–1–0              | CBS 4:15pm         | 52,028             |
| 4     | 28/9/2003          | Kansas City Chiefs     | S 17–10            | 2–2–0              | CBS 4:15pm         | 69,459             |
| 5     | Settimana di pausa | Settimana di pausa     | Settimana di pausa | Settimana di pausa | Settimana di pausa | Settimana di pausa |
| 6     | 12, 2003           | at Arizona Cardinals   | V 26–18            | 3–2–0              | CBS 4:15pm         | 24,193             |
| 7     | 19/10/2003         | at Cincinnati Bengals  | S 34–26            | 3–3–0              | CBS 1:00pm         | 53,553             |
| 8     | 26/10/2003         | Denver Broncos         | V 26–6             | 4–3–0              | CBS 1:00pm         | 69,723             |
| 9     | 2/11/2003          | Jacksonville Jaguars   | V 24–17            | 5–3–0              | CBS 1:00pm         | 69,486             |
| 10    | 9/11/2003          | at St. Louis Rams      | S 33–22            | 5–4–0              | ESPN 8:30pm        | 66,085             |
| 11    | 16/11/2003         | at Miami Dolphins      | S 9–6 DTS          | 5–5–0              | CBS 1:00pm         | 73,333             |
| 12    | 23/11/2003         | Seattle Seahawks       | V 44–41 DTS        | 6–5–0              | FOX 1:00pm         | 69,477             |
| 13    | 30/11/2003         | San Francisco 49ers    | V 44–6             | 7–5–0              | FOX 1:00pm         | 69,549             |
| 14    | 7/12/2003          | Cincinnati Bengals     | V 31–13            | 8–5–0              | CBS 1:00pm         | 69,468             |
| 15    | 14/12/2003         | at Oakland Raiders     | S 20–12            | 8–6–0              | CBS 4:15pm         | 45,398             |
| 16    | 21/12/2003         | at Cleveland Browns    | V 35–0             | 9–6–0              | CBS 1:00pm         | 72,548             |
| 17    | 28/12/2003         | Pittsburgh Steelers    | V 13–10 DTS        | 10–6–0             | ESPN 8:30pm        | 70,001             |

### Playoff
| Turno     | Data     | Avversario       | Risultato | TV ora     | Pubblico |
| --------- | -------- | ---------------- | --------- | ---------- | -------- |
| Wild card | 3/1/2004 | Tennessee Titans | S 17–20   | ABC 4:30pm | 69,452   |

## Premi
- Jamal Lewis:

giocatore offensivo dell'anno
- Ray Lewis:

miglior difensore dell'anno della NFL
- Terrell Suggs:

rookie difensivo dell'anno